# Cantone di Palenque
Il cantone di Palenque è un cantone dell'Ecuador che si trova nella provincia di Los Ríos.
Il capoluogo del cantone è Palenque.